# Christopher A. Sims
Christopher Albert "Chris" Sims, född 21 oktober 1942 i Washington, D.C., är en amerikansk nationalekonom. 2011 tilldelades han Sveriges Riksbanks pris i ekonomisk vetenskap till Alfred Nobels minne tillsammans med Thomas J. Sargent med motiveringen "för deras empiriska forskning om orsak och verkan i makroekonomin".
Sims är professor vid Princeton University. Sims och Sargent började på 1970-talet med att arbeta fram metoder för orsakssamband mellan ekonomisk politik och olika makroekonomiska variabler, med ett stort fokus på att klargöra förväntningarnas roll.